# Cycle Oregon
Cycle Oregon ist eine einwöchige Radsportveranstaltung für Hobby-Radfahrer, die jährlich durch den US-Bundesstaat Oregon führt. Es ist auch der Name des 1991 gegründeten gemeinnützigen Trägervereins, der die Veranstaltung durchführt. Die Tour hat mehr als 1000 Teilnehmer.

## Geschichte
Die Idee einer Fahrradtour durch einen US-Bundesstaat soll von der Zeitung Des Moines Register stammen. Nach dem Vorbild einer Fahrradtour durch Iowa fand die erste Cycle Oregon im September 1988 statt und führte über 515 km von Salem nach Brookings. Sie hatte mehr als 1000 Teilnehmer. Bis 1994 stieg die Teilnehmerzahl auf über 2000.

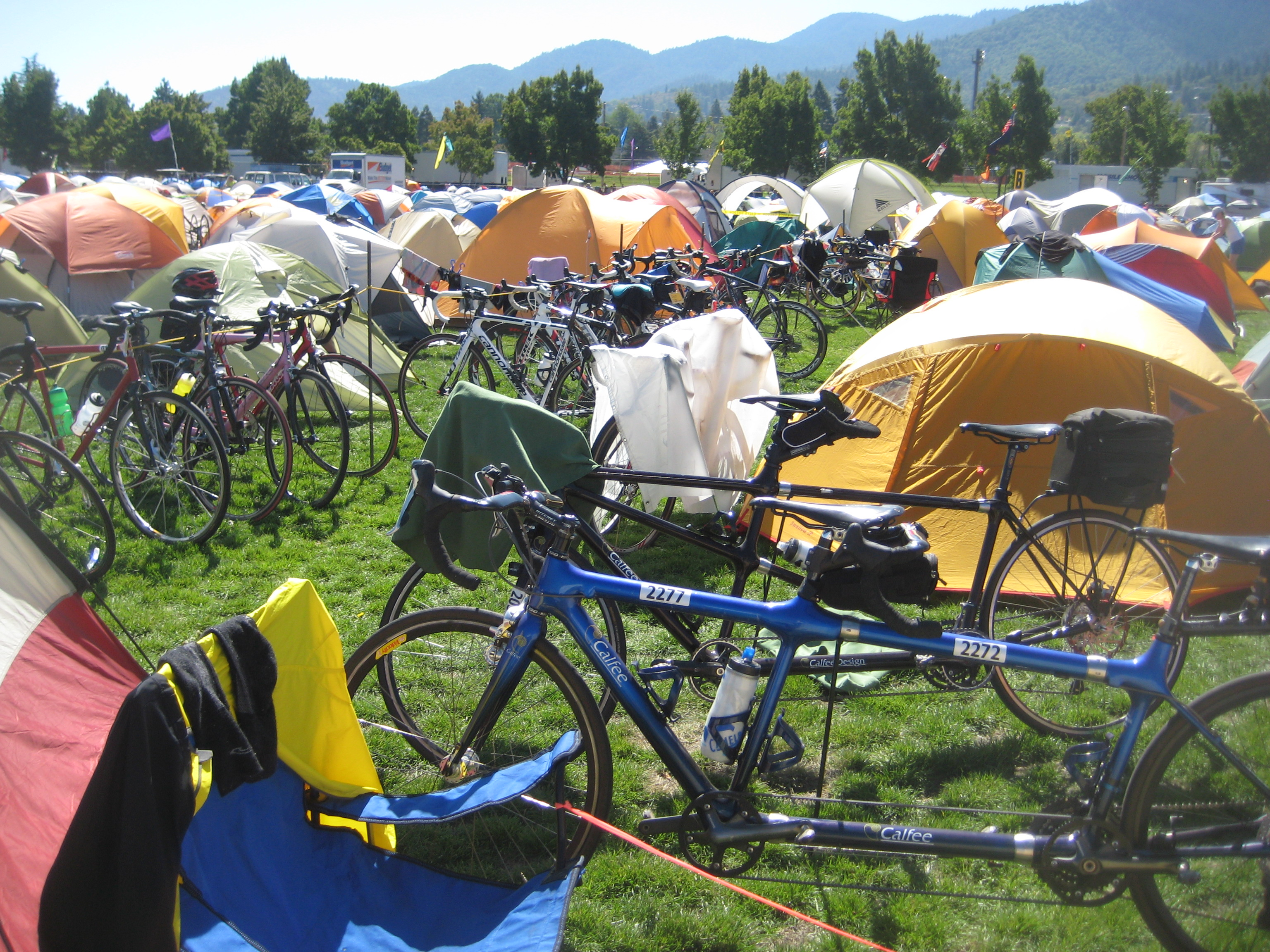
Die Teilnehmer übernachten meistens in Zelten. (Foto von 2012)

### Fahrstrecken
| Jahr | Titel                             | Strecke                                       | Entfernung   | Höhenmeter     | Teilnehmer | Anmerkungen                | Quelle      |
| 1988 | Salem nach Brookings              |                                               | 515 km       | 1006 hm        |            | erste Tour                 | [ 3 ] [ 4 ] |
| 1989 | Portland nach Ashland             |                                               |              |                |            |                            | [ 5 ]       |
| 1990 | Pendleton nach Newport            |                                               | 550 km       |                |            |                            | [ 6 ]       |
| 2003 | erstmals mit Abstecher nach Idaho |                                               |              |                |            |                            | [ 7 ]       |
| 2008 |                                   | Elgin und Wallowa Lake                        | 724 km       | 6826 hm        |            |                            |             |
| 2015 | Hell on Wheels                    | Hells Canyon und Wallowas                     | 676 km       |                |            |                            |             |
| 2016 | Go For Gold                       | Tri-City nach Gold Beach                      | 587 km       | 7880 hm        | 2000       |                            | [ 8 ] [ 9 ] |
| 2017 | Up and Over                       | La Pine – Dorena Lake – Tumalo Bend – La Pine | 692 – 788 km | 7315 – 9340 hm | 0          | wegen Waldbränden abgesagt | [ 10 ]      |

## Beschreibung
Die höchste Teilnehmerzahl lag bei 2200 Teilnehmern. Dies ist derzeit auch die von Cycle Oregon festgelegte Höchstteilnehmerzahl. Der Streckenverlauf ändert sich jedes Jahr.
Cycle Oregon ist eine organisierte Fahrt. Die Teilnehmer werden verpflegt, es werden Campingflächen zur Verfügung gestellt, ferner Duschen, Toiletten und Besenwagen. 2015 betrug das Startgeld 975 US-Dollar pro Fahrer. Gewinne der Cycle Oregon werden für wohltätige Zwecke an den Etappenorten verwendet.